# Vandellia (zoologia)
Vandellia Valenciennes, 1846 è un genere di pesci siluriformi, appartenente alla  famiglia Trichomycteridae di attribuzione storica allo scienziato naturalista Domenico Agostino Vandelli.

## Etimologia
Il nome scientifico è stato scelto da Linnaeus in onore di Domenico Agostino Vandelli, scienziato botanico e naturalista.

## Distribuzione e habitat
- Vandellia beccarii è originaria dell'Orinoco fiume della Guyana.
- Vandellia cirrhosa è presente principalmente nel Rio delle Amazzoni.
- Vandellia sanguinea popola il Rio delle Amazzoni, l'Orinoco, e l'Essequibo.

Quando riposa, V. cirrhosa si nasconde sotto la sabbia o nel fango limaccioso ed è di difficile cattura.

Vandellia beccarii è invece facilmente catturabile mentre nuota libera.

## Descrizione
- Vandellia cirrhosa, è la specie più nota di pesci parassiti, in particolare, è un siluriforme di 5–6 cm che può crescere fino a 17.0 cm[1], che vive da parassita nelle camere branchiali di vari pesci nutrendosi del loro sangue. La specie è comune nel bacino del Rio delle Amazzoni dove è conosciuta anche con il nome di Candirù o Carnero.[3]; esso può occasionalmente penetrare nell'uretra dei bagnanti provocando mediante le sue spine acute e sottilissime, di cui è fornito l'opercolo, lacerazioni di varia entità[4].
- Vandellia beccarii può essere riconosciuta dalle altre Vandelliinae dalle sue pinne caudali tipicamente squadrate o leggermente inclinate indietro e dalla colorazione delle sue due bande scure che si estendono dalla pinna dorsale e dalla pinna anale e convergenti sulla pinna caudale.[5]
- Vandellia sanguinea può crescere sino a 5.3 cm.[6]

## Specie
Il genere Vandellia comprende 4 specie:
- Vandellia balzanii
- Vandellia beccarii
- Vandellia cirrhosa
- Vandellia sanguinea

## Alimentazione
Queste specie sono ematofaghe ovvero parassite che si nutrono di sangue, come tutti gli altri membri della sottofamiglia delle Vandelliinae.
Vandellia cirrhosa impiega la sua visuale e papille sensoriali (chimiche) per individuare le proprie prede. La sua attività predatoria è sia diurna che notturna. Questo predatore entra nelle branchie dei pesci più grandi e addentando la preda ne succhia il sangue. Morsica principalmente le arterie ventrali o dorsali ed il sangue della preda per pressione scorre direttamente nel predatore. Infatti le cavità nei denti permettono lo scorrimento sanguigno per semplice accoppiamento e per differenziale di pressione sanguigna. La cirrhosa è capace di alimentarsi in grande quantità ed il sangue ingerito è visibile nel ventre molle. Alcuni tipi di valvole o sfinteri sono presenti per prevenire il riflusso del sangue ingerito. Il tempo richiesto per una completa nutrizione sino al rilascio del morso predatorio va da 30 a 145 secondi. Alcuni pesci predati come il (Colossoma macropomum) sono capaci di impedire l'attacco della cirrhosa schiacciando fortemente le membrane delle branchie oppure usando le pinne pettorali per spingerlo contro il fianco o per allontanarlo dalla branchia.

## Pericoli per l'uomo
L'attacco della cirrhosa nell'uretra umana avviene quasi sempre quando avviene la minzione dell'urina. Questo induce a pensare che V. cirrhosa scambi l'uretra per delle branchie, rilevando l'espulsione di acqua.